# Chambre des délégués des Palaos
Pour les autres articles nationaux ou selon les autres juridictions, voir Chambre des délégués.
12e législature
Capitole des Palaos
La Chambre de délégués (en paluan : Blai ra House ; en anglais : House of Delegates) est la chambre basse du Congrès national, le parlement bicaméral des Palaos. Le Sénat forme lui la chambre haute.

## Système électoral
La Chambre des délégués est composée de 16 sièges pourvus pour quatre ans au scrutin uninominal majoritaire à un tour dans autant de circonscriptions correspondant aux 16 États des Palaos. Dans chacune d'elles, les électeurs votent pour le candidat de leur choix, et celui ayant recueilli le plus de suffrages est élu.
Il n'y a pas de parti politique aux Palaos. Les candidats aux élections sont par conséquent tous indépendants, faisant du pays une démocratie non partisane.